# Le Mesnil-Rainfray
Le Mesnil-Rainfray foi uma comuna francesa na região administrativa da Normandia, no departamento Mancha. Estendia-se por uma área de 11,32 km². Em 2010 a comuna tinha 244 habitantes (densidade: 21,6 hab./km²).
Em 1 de janeiro de 2017, passou a formar parte da nova comuna de Juvigny les Vallées.